# Jean-Baptiste Carpeaux
Pour les articles homonymes, voir Carpeaux.
Jean-Baptiste Carpeaux né le 11 mai 1827 à Valenciennes et mort le 12 octobre 1875 à Courbevoie est un sculpteur, peintre, dessinateur et graveur français.

## Biographie

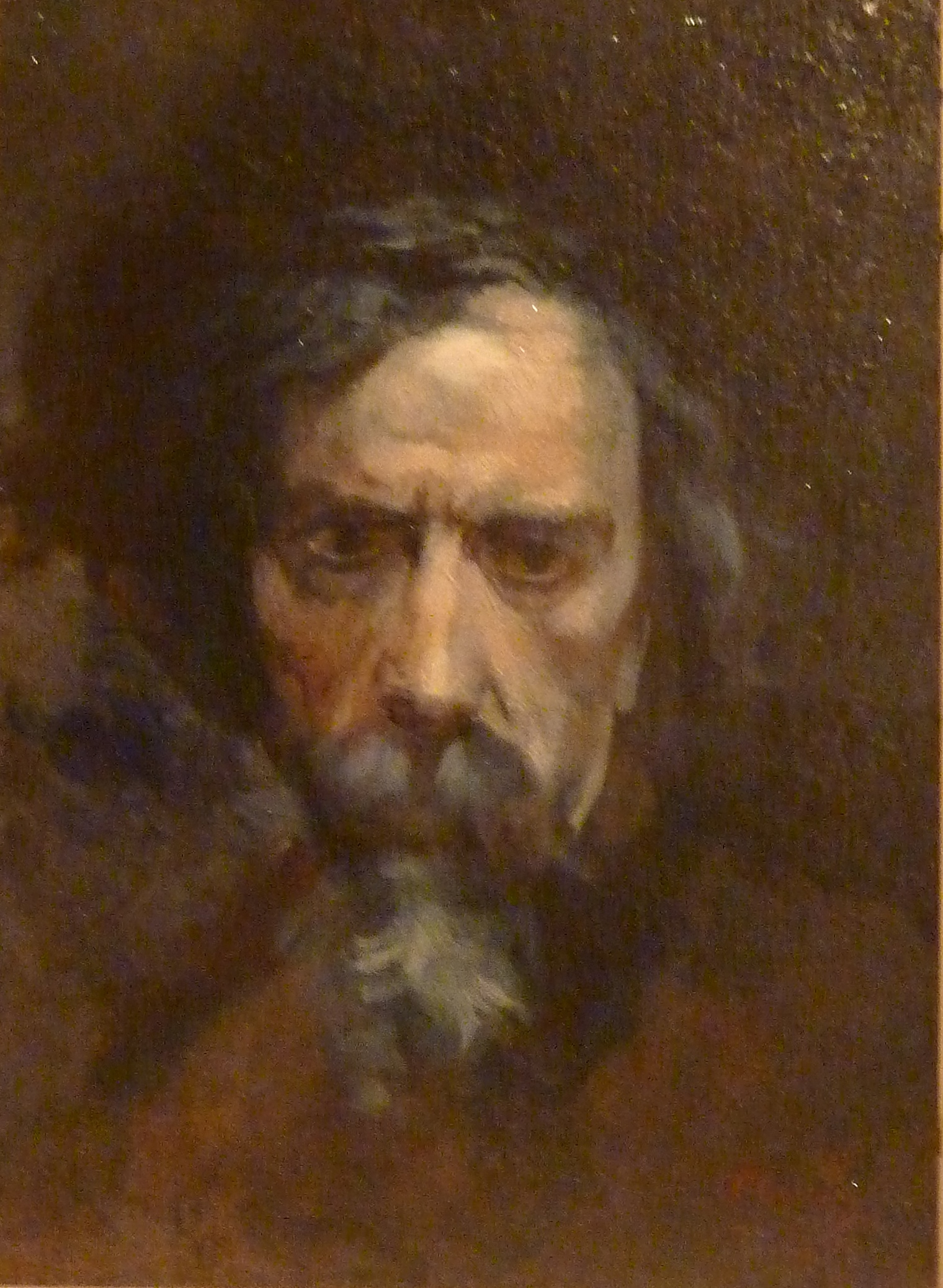
Autoportrait, dit aussi Dernier autoportrait (1874), huile sur toile, Paris, musée d'Orsay.

Jean-Baptiste Carpeaux grandit dans une famille modeste d'ouvriers à Valenciennes. Il est né au no 53 rue Delsaux. Sa maison natale est remarquable pour sa façade. Il aime dessiner et souhaite faire des études de sculpture contre la volonté de son père. À l'Académie de la ville, il suit les cours de sculpture de René Fache (1816-1891) et les cours d'architecture de Jean-Baptiste Bernard, (1801-1856). Arrivé à Paris en 1838 avec sa famille, Carpeaux reçoit une première formation de dessin et de modelage à la Petite École.
En 1844, il entre à l'École des beaux-arts de Paris dans l'atelier de François Rude, figure du romantisme mais persona non grata aux Beaux-Arts. Il travaille depuis huit mois auprès de Rude lorsque celui-ci lui dit : « Mon petit, je t'aime bien, mais si tu veux le prix de Rome, il faut me quitter. » Les sujets tirés de la mythologie et de l'histoire antiques ou des Saintes Écritures ne l'inspirent guère : après plusieurs tentatives infructueuses, il choisit de quitter l'enseignement de Rude pour celui du sculpteur Francisque Duret, professeur à l'École des beaux-arts, qui lui promet le succès en deux ans.
En septembre 1854, il remporte le prix de Rome avec son Hector implorant les dieux en faveur de son fils Astyanax. Son arrivée dans la capitale italienne est différée d'un an, l'artiste devant achever plusieurs commandes.
Il s'installe à la villa Médicis en janvier 1856 et étudie les grands maîtres : Raphaël, Michel-Ange. Il voyage en Italie où il puise son goût pour le mouvement et la spontanéité. De son séjour italien, il sculpte trois envois, le Petit boudeur, le Pêcheur à la coquille et son Ugolin entouré de ses quatre enfants. Malgré cela il s’acquitte avec difficultés de ses obligatoires envois de Rome : il ne fait pas d’envoi de première année — une copie d’antique habituellement —, fait passer son Pêcheur à la coquille pour la figure de deuxième année, et prend des libertés avec le règlement en exposant comme dernier envoi Ugolin entouré de ses quatre enfants, groupe de cinq personnages tiré de Dante au lieu de l’histoire ancienne ou de la Bible.
En 1862, rentré à Paris, il est introduit à la cour impériale par son ami et mécène, Eugène d'Halwin de Piennes, bientôt chambellan de l'impératrice. Il est alors à la fois le portraitiste recherché mais jamais officiel de la cour et le sculpteur présent sur les grands chantiers du Second Empire. Il sculpte la même année le Buste de la princesse Mathilde qui lui permet d'obtenir plusieurs commandes de la part de Napoléon III. Il participe à la décoration extérieure du pavillon de Flore (Le Triomphe de Flore) et de l'opéra Garnier (La Danse).
Jean-Baptiste Carpeaux expose au premier Salon de la Société nationale des beaux-arts en 1863.
En 1864, l'artiste donne des leçons de dessin et de modelage au prince Louis-Napoléon Bonaparte (1856-1879), fils unique de Napoléon III et de Eugénie de Montijo. Par la suite il obtient de réaliser le portrait de l'héritier de la dynastie et réalise deux œuvres, un groupe figurant le prince et son chien et un buste selon la commande de l'impératrice. Le groupe rompt avec les représentations des enfants princiers, en mettant l'accent sur l'accessibilité du jeune prince : « ma statue du prince impérial sera une belle empreinte des temps modernes pour l'avenir, j'y mets tout mon savoir, toute ma vie ; ce sera un échelon de ma gloire » déclare le sculpteur. Le sculpteur en réalise très vite des réductions, dont les droits sont rachetés par la maison impériale en 1869. Objet de propagande, l'effigie connaît un succès considérable si bien que Jean-Baptiste Carpeaux réalise en 1868 une variante en bronze argenté, sans le chien, destinée à l'hôtel de ville de Paris, détruite dans l'incendie de 1871.
A l'occasion des fêtes organisées pour l'Exposition universelle il réalise une série de toiles, dont le Bal costumé au palais des Tuileries, conservé au Musée d'Orsay.
L'artiste se montre très tôt novateur en développant lui-même l'édition de ses œuvres pour le commerce. S'il a recours à des fondeurs indépendants pour les bronzes, à partir de 1868 il s'installe à Auteuil où il peut créer un atelier. Véritable entreprise familiale, l'atelier édite en plâtre, terre cuite estampée ou marbre des répliques qui sont pour beaucoup des variations ou des extractions à partir de sculptures ayant rendu l'artiste célèbre, telle La Danse. Par ailleurs, Jean-Baptiste Carpeaux crée des modèles nouveaux, plus onéreux, sur lesquels il exerce un contrôle artistique rigoureux. Après sa mort, l'exploitation de l'œuvre sculpté est poursuivie par ses héritiers.
Il collabore avec l'architecte Gabriel Davioud pour sa dernière œuvre, la Fontaine des Quatre-Parties-du-Monde de la place Camille-Jullian à Paris. Il réalise le groupe des quatre figures de L'Asie, L'Europe, L'Amérique et L'Afrique soutenant le globe terrestre. « Galilée m'a mis sur la voie en disant "La Terre tourne !" c'est ainsi que j'ai représenté les quatre points cardinaux tournant, suivant la rotation du globe » écrit Carpeaux peu avant de soumettre sa maquette définitive. La guerre franco-allemande de 1870 et la Commune interrompent le travail de l'artiste, qui ne livre le modèle qu'en 1872. La critique du Salon se déchaîne contre le groupe : « quatre femmes déshabillées, dégingandées, se démènent d'un air ahuri et furieux sous un grand globe qu'elles ne soutiennent pas. Ce débraillé de style est décidément intolérable dans les œuvres destinées au plein air. »[réf. nécessaire] Le bronze est fondu en 1874, sans tenir compte du souhait de Carpeaux de patiner les figures de manière à évoquer la couleur de peau des allégories. Après sa mort, Emmanuel Frémiet achève la fontaine en ajoutant les huit chevaux bondissants, les tortues et les dauphins du bassin.
Les dernières années de sa vie sont sombres. La guerre et la défaite de 1870 tarissent les commandes. À la même époque, Carpeaux développe, à l'égard de sa femme, une jalousie maladive qui conduit à la séparation du couple en 1874. Sous l'influence de ses parents, et à court d'argent, il abandonne la direction de son atelier du 25, boulevard Exelmans à son frère, qu'il occupait depuis 1869. Le 12 octobre 1875, il meurt (des suites d'un cancer de la vessie), à Courbevoie, dans une propriété où l'avait accueilli le prince Georges Stirbey.
Ses obsèques ont lieu à l'église de Courbevoie le surlendemain (14 octobre) en présence de plus de 2 000 personnes et son corps est déposé dans un caveau provisoire au cimetière ancien de Courbevoie.
Après un bref séjour (du 14 octobre au 27 novembre 1875), son corps est transporté à Valenciennes le 28 novembre 1875, et inhumé le lendemain (29 novembre) au cimetière Saint-Roch.
Dans son testament, il lègue nombre d'œuvres au musée des Beaux-Arts de Valenciennes.
Outre plusieurs autoportraits, ses traits ont été fixés par le portrait qu'en fit son ami peintre Joseph Soumy, conservé au musée Bonnat-Helleu à Bayonne.
Il vécut au hameau Boileau (16e arrondissement de Paris).

## Carrière artistique

### Contexte
Dans le contexte de la sculpture française du XIXe siècle, les multiples commandes publiques, auxquelles s'ajoutent le poids de l'Académie et de l'École des beaux-arts, renforcent plus l'académisme dominant que l'expression personnelle des artistes. Or Jean-Baptiste Carpeaux, par son esthétique néo-baroque, est un des sculpteurs les plus marquants de cette époque.

### Carpeaux sculpteur

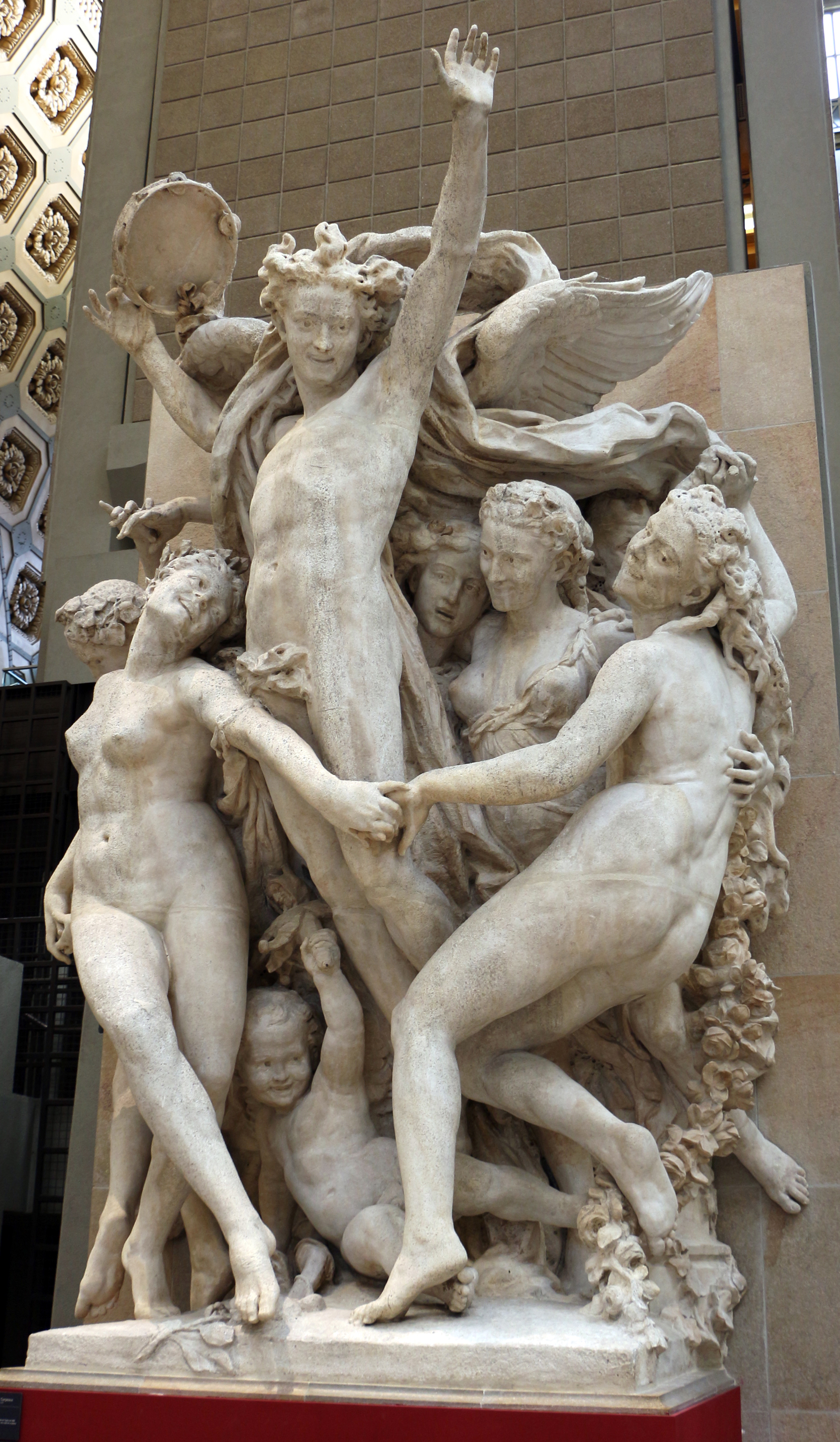
La Danse (1869), pierre, Paris, musée d'Orsay.

Eugène Fromentin cite Alexandre Falguière qui lui rapporte les propos que lui tint son ami alors qu’ils déambulaient dans Rome en 1859 : « […] Ce n’est pas en considérant l’Apollon du Belvédère que tu deviendras un grand sculpteur. La sculpture, c’est la vie ; la vie, c’est le mouvement, et c’est ici que tu apprendras à la rendre… C’est dans la rue que nous devons étudier notre art, non pas au Vatican . » Lors de son séjour à Rome, il réalise le Pêcheur à la coquille (1857-1858) : ce garçon qui écoute, ravi, le murmure de la mer au fond d'un coquillage, est son premier grand succès. En 1861, il réalise son chef-d'œuvre, Ugolin entouré de ses quatre enfants, un père torturé par l'alternative de mourir ou de manger ses enfants. Il puise son sujet chez Dante, grand poète italien, où s'affirment son romantisme et son goût de l'expression.
À Paris, il s'assure la protection de Napoléon III, sculpte le portrait de la princesse impériale, et reçoit des commandes officielles. Chacune de ses œuvres, où éclatent ses conceptions naturalistes et son désir de restituer un mouvement inspiré du style baroque, fait l'objet de polémiques : le Nu du fronton du pavillon de Flore, au palais du Louvre à Paris, est jugé trop sensuel, son groupe de La Danse (1869), sur la façade sud de l'Opéra Garnier à Paris, provoque l'indignation par sa liberté et son réalisme. Atteint du cancer, il réussit à terminer le groupe des Quatre Parties du monde pour la fontaine de l'Observatoire à Paris en 1874.
Carpeaux est avant tout un modeleur, travaillant l'argile d'où il tire plusieurs esquisses de ses grandes œuvres. Certains modelages ont servi pour constituer des moules en plâtre. La traduction en pierre est réalisée essentiellement par des praticiens. L'artiste va éditer également plusieurs versions de ses œuvres dans un but commercial, isolant ainsi certaines figures de plus vastes compositions.
Il eut Louis Eugène Joseph Cuvellier pour élève.

### Carpeaux peintre
Jean-Baptiste Carpeaux est aussi un peintre renommé. En 1859, dès son premier jour à Rome, il déclare : « J’aime cet art avec passion, il me révèle plus que ma chère sculpture […]  ». Il confia aussi : « J’ai barbouillé bien des toiles […] j’aime cet art avec passion. » Jean-Baptiste Carpeaux poursuit le modèle de l'artiste universel : être peintre, décorateur et sculpteur.
Les peintures de Carpeaux révèlent une grande diversité de styles et de sujets, elles s’affirment comme des œuvres à part entière, empreintes de spontanéité et d'une exécution rapide. La liberté extrême de sa touche donne à ses œuvres un aspect d’esquisse. Que ce soit avec la terre, l’huile, le crayon ou la plume, l’acte créatif anime Carpeaux et le laisse épuisé. À la différence de ses sculptures, très peu de ses toiles sont sorties de son atelier.
Carpeaux a peint des paysages, des scènes de la vie quotidienne, des portraits et autoportraits, des scènes religieuses et des peintures d'histoire. À tout instant, il prenait des notes, aussi bien dans la rue qu'aux réunions de la Cour impériale. Ses peintures sont nées de ces croquis, avec une apparence voulue d'ébauche et de premier jet. Dans un esprit « moderne », ces derniers sont l'expression même de la vie et du mouvement.
Cet aspect de la carrière de l’artiste permet de confronter ses sculptures et ses peintures, puisque l’artiste tisse volontairement des rapports entre ces deux arts. Durant son séjour romain à la villa Médicis, il exécute ses premières copies, qu’il poursuivra toute sa vie.
Le corps humain est très présent dans sa sculpture et dans sa peinture, où il reprend ses sculptures les plus célèbres, comme Ugolin entouré de ses quatre enfants, Pêcheur à la coquille (1857-1858), Flore accroupie ou La Danse (1869). Carpeaux utilise la grisaille dans Ugolin et La Danse, cette technique lui permet d’obtenir des reliefs et des contrastes d’ombres et de lumières. Il s’agit d’œuvres qui semblent bien réelles tant leur matérialité (base, socle, contours, ombre) est marquée. Dès lors, on ne parle plus d’un « Carpeaux d’après les maîtres » mais d’un « Carpeaux d’après Carpeaux ».
Le musée des Beaux-Arts de Valenciennes, le musée du château de Compiègne, le Petit Palais et le musée d'Orsay à Paris conservent des toiles de Carpeaux.

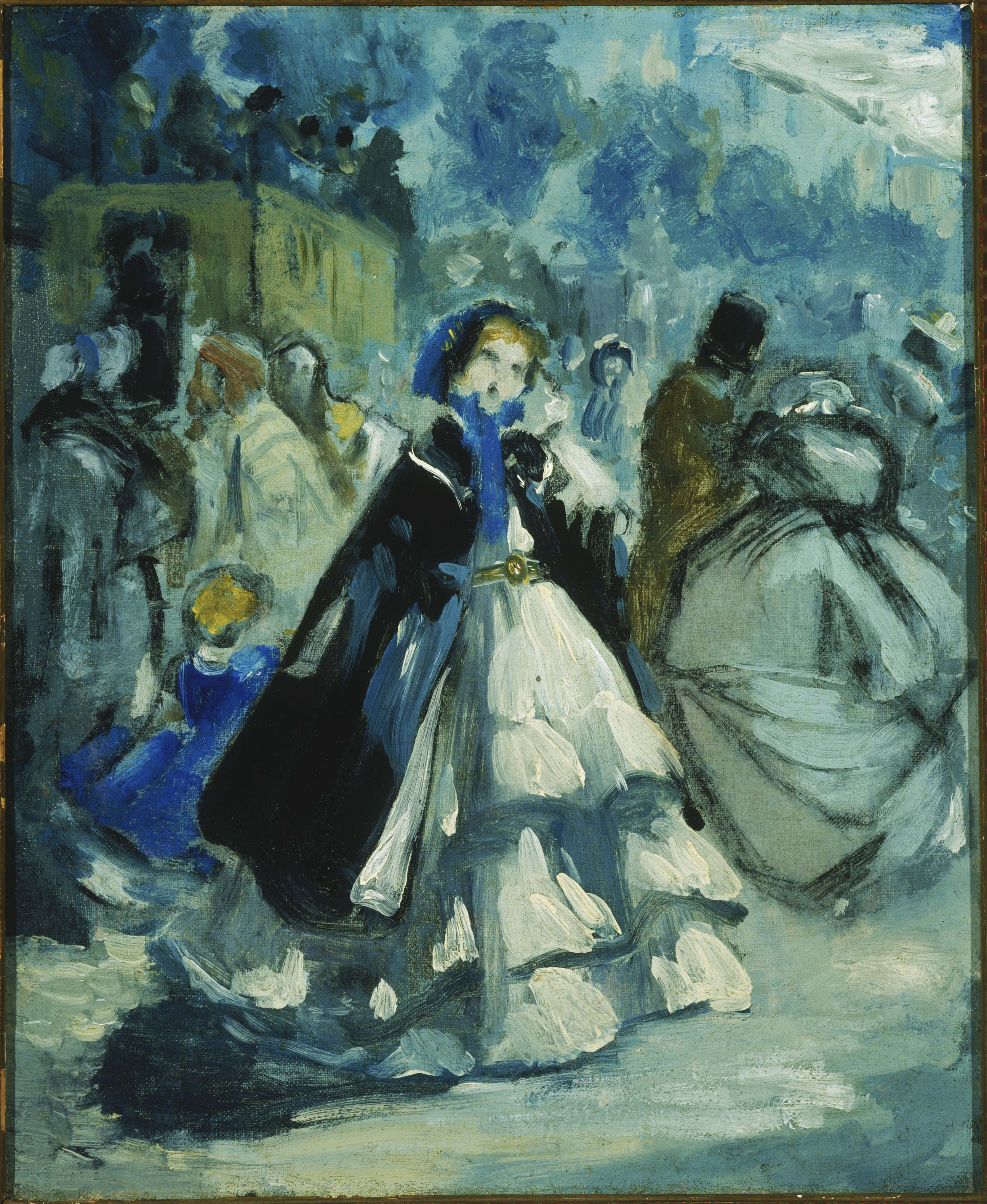
Scène de rue, huile sur toile, Washington, The Phillips Collection.
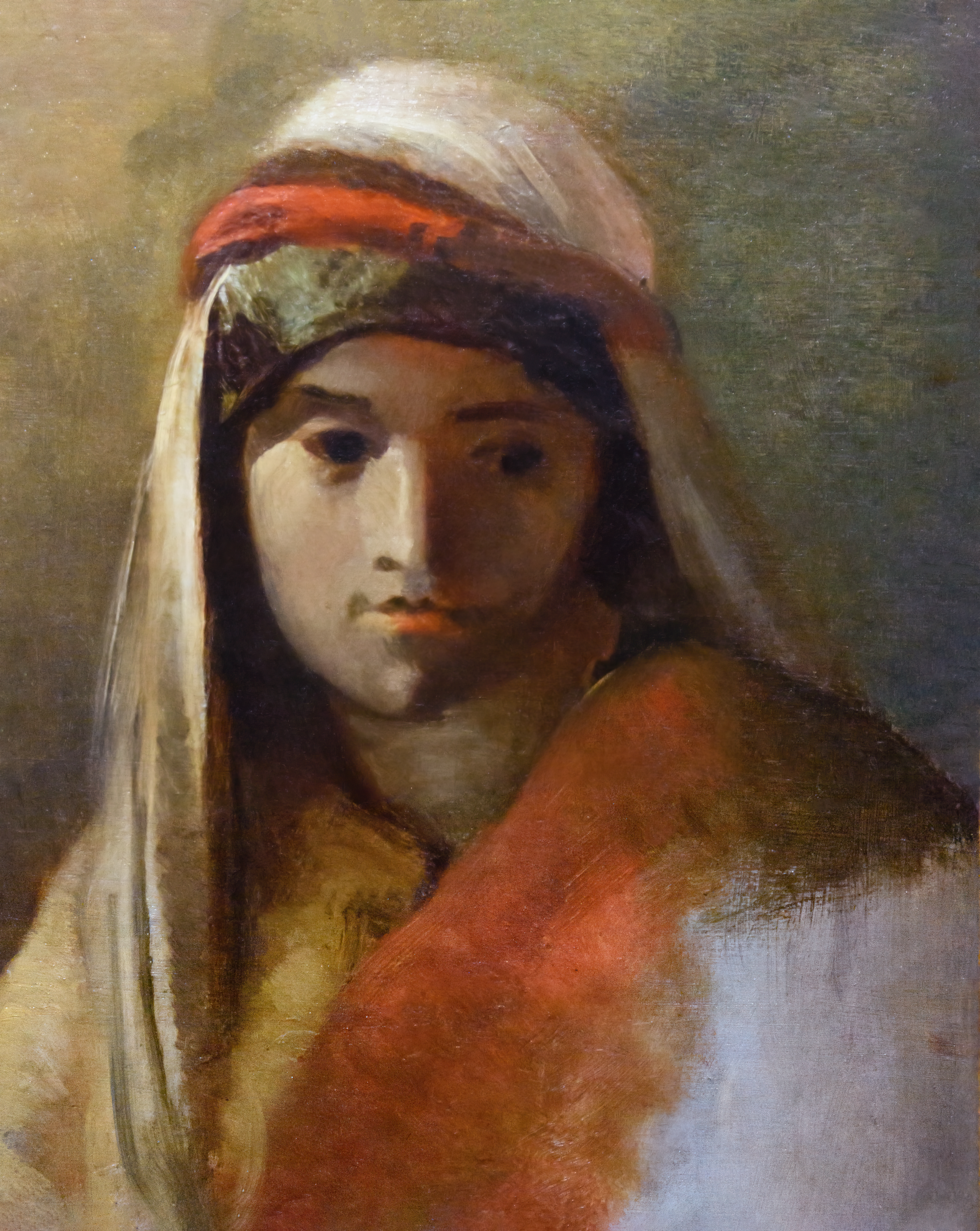
Jeune fille arabe, huile sur toile, musée des Beaux-Arts de Narbonne[22].

## Vie personnelle
En 1869, Carpeaux sculpte La Fiancée. Le modèle est Amélie Clotilde de Montfort (1847-1908), fille du vicomte Philogène de Montfort, conseiller général de la Marne et général gouverneur du palais du Luxembourg. Il tombe amoureux de son modèle et l'épouse la même année. Ils auront trois enfants, dont Charles Carpeaux (1870-1904) qui sera photographe, explorateur et qui accompagnera les archéologues en Indochine avec l'École française d'Extrême-Orient, et Louise Clément-Carpeaux (1872-1961), qui deviendra sculptrice et écrira plusieurs ouvrages sur l'œuvre et la vie de son père.

## Décorations
- Officier de la Légion d'honneur (en 1875), Chevalier en 1866.

## Œuvres dans les collections publiques
- Algérie

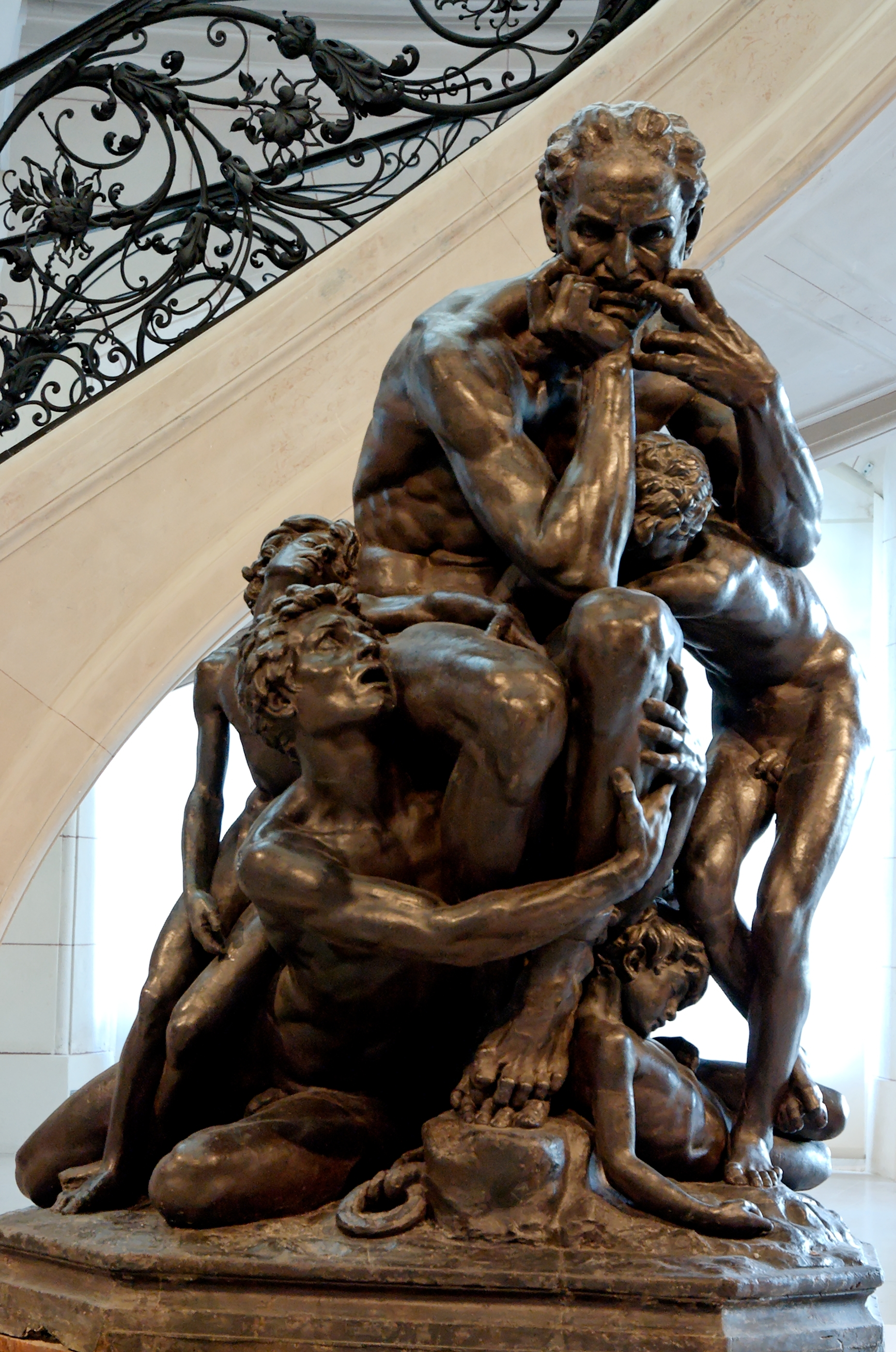
Ugolin entouré de ses quatre enfants (1860), plâtre patiné, Paris, Petit Palais.

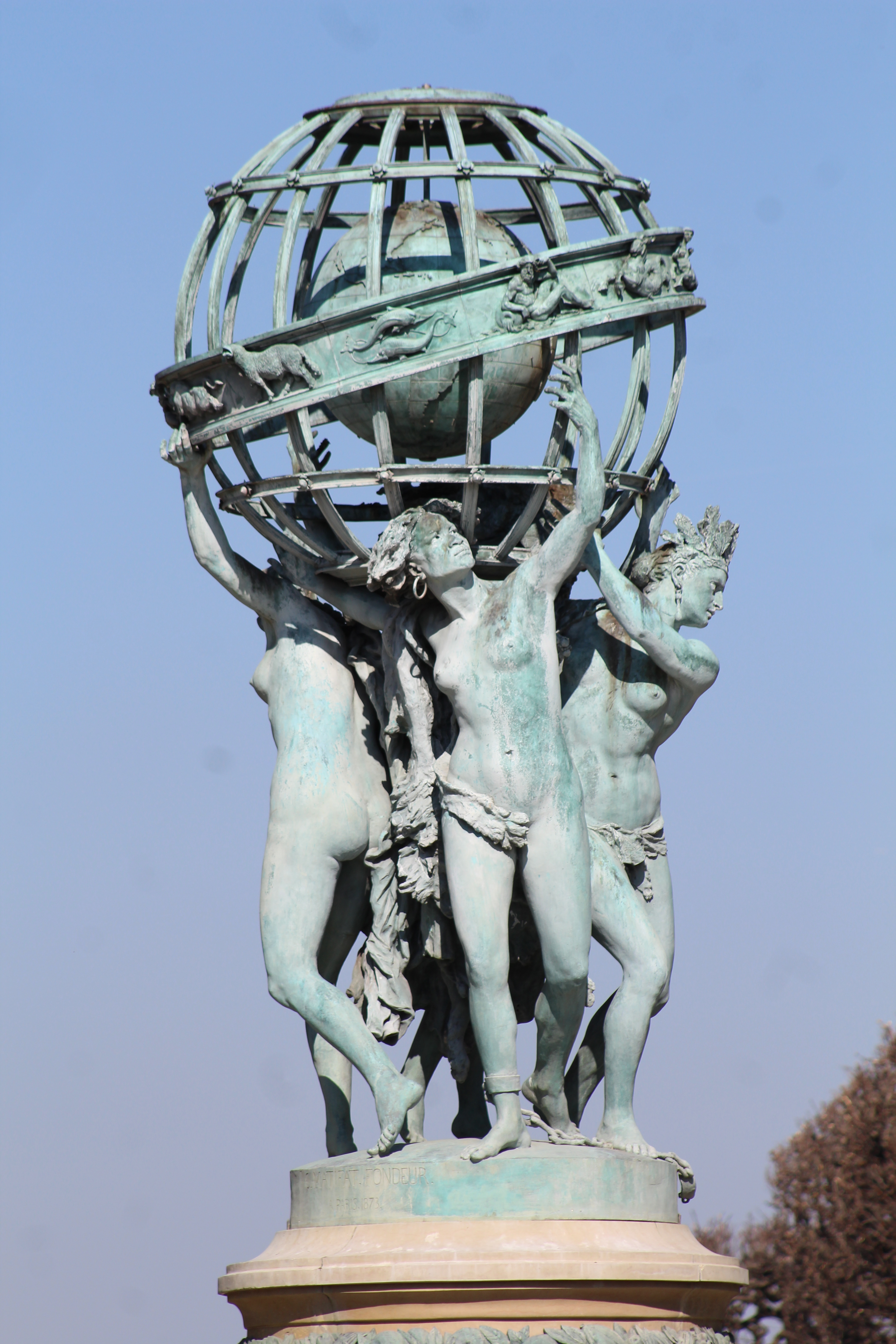
Les Quatre parties du monde (1874), bronze, Paris, place Ernest-Denis.

  - Alger, musée national des Beaux-Arts : La Rieuse aux lauriers[24].

- États-Unis
  - Chicago, Art Institut : Ugolin entouré de ses quatre enfants, groupe en bronze[25]
  - New York, Metropolitan Museum of Art : 
    - Napoléon III, 1872-1873, buste en marbre[26] ;
    - Ugolin entouré de ses quatre enfants, 1865-1867, groupe en marbre de Saint-Béat[27] ;
    - Pourquoi naître esclave ?, 1873, buste en marbre[28].

  - Philadelphie, Philadelphia Museum of Art : La Princesse Mathilde, 1862, buste en plâtre[29].
  - San Francisco, Legion of Honor : 
    - Le Chinois, 1872, buste en bronze[30] ;
    - Bacchante, buste en marbre[31] ;
    - Pêcheur napolitain, statue en bronze, 33,7 × 17,5 × 21,3[32] ;
    - Les Trois Grâces, groupe en terre cuite[33].

  - Washington, National Gallery of Art : 
    - Pêcheur napolitain à la coquille, statue en marbre[34] ;
    - Jeune Fille à la coquille, statue en marbre[35].

- France
  - Bordeaux, musée des Beaux-Arts :
    - La Rieuse, buste en marbre, 64 × 47 × 29 cm[36] ;
    - Mater dolorosa, terre cuite, 71,1 × 52,7 × 34,8 cm[37].

  - Cambrai, musée de Cambrai :
    - Jeune Fille à la coquille, 1864, statue en bronze, 98 × 50 × 54 cm[38] ;
    - Pêcheur à la coquille, 1858, statue en bronze, 88 × 48 × 52 cm[39].

  - Compiègne, palais de Compiègne :
    - Le Prince impérial et son chien Néro, groupe en bronze[40] ;
    - La Duchesse de Mouchy, 1867, buste en plâtre[41] ;
    - Buste de Napoléon III, 1873, plâtre[42].

  - Dijon, musée des Beaux-Arts :
    - Buste de Charles Tissot, 1863, bronze ;
    - Le Génie de la Danse, 1869, statue en bronze[43] ;
    - Portrait de vieille Transtévérine, vers 1856-1862, huile sur carton[44].

  - Dieppe, Musée de Dieppe :
    - Buste du docteur Achille Flaubert, 1874, bronze ;
    - Buste du docteur Achille Flaubert, 1874, terre crue ;
    - Pêcheuse de vignots, 1874, statuette, épreuve en terre cuite ;
    - Ugolin et ses enfants, groupe en bronze.

  - Douai, musée de la Chartreuse : Pourquoi naître esclave ?, 1868, buste en terre cuite, 60 × 47 × 34 cm[45].
  - Doullens, musée Lombart : Pourquoi naître esclave ?, vers 1868, buste.
  - Évreux, musée d'Évreux : La Charité, dessin à l'encre noire et à la plume sur papier vélin, 21,8 × 15,4 cm[46].
  - Gray, musée Baron-Martin : Buste du peintre-sculpteur Gérôme, artiste vésulien, plâtre, 60 × 25 × 23 cm.
  - Lille, palais des Beaux-Arts : Le Prince impérial et son chien Néro, 1865, groupe en plâtre patiné, 140 × 65 × 60 cm[47].
  - Lyon, musée des Beaux-Arts : 
    - Fontaine de Watteau, esquisse, 76 × 58 × 62 cm, vers 1869-1872, plâtre patiné[48] ;
    - La Marquise de La Valette, 65 × 63 × 32 cm, 1861, buste en plâtre patiné[49] ;
    - Charles Garnier, 68 × 53 × 35 cm, vers 1868-1869, buste en plâtre patiné[50] ;
    - Ugolin entouré de trois de ses enfants, esquisse, 53 × 35 × 29 cm, vers 1857-1858, groupe en plâtre patiné[51] ;
    - La France impériale portant la lumière dans le monde, vers 1864, esquisse, 37 × 30 × 24 cm, statue en plâtre patiné[52] ;
    - L’Agriculture, vers 1864, esquisse, 27 × 39 × 21 cm, statue en plâtre patiné[53] ;
    - La Science, vers 1864, esquisse, 25 × 38 × 20 cm, statue en plâtre patiné[54] ;
    - Le Triomphe de Flore, vers 1866, esquisse, 24 × 34 × 0,7 cm, haut-relief en plâtre patiné[55] ;
    - La Palombella à l’antique, 1861, 45 × 28 × 27 cm, buste en plâtre[56].

  - Montpellier, musée Fabre : Amélie de Montfort en toilette de mariée, 1869, buste en plâtre patiné, 67 × 49 × 26 cm[57].
  - Nantes, musée d'Arts : Madame Joachim Lefèvre, buste marbre sur piédouche, 82 × 53,8 × 35,3[58].
  - Nice :
    - musée des Beaux-Arts : Le Triomphe de Flore, 1873, haut-relief en plâtre.
    - musée Masséna : Buste de l'impératrice Eugénie.

  - Nemours, château-musée : Buste du peintre Jean-Léon Gérôme, vers 1871, plâtre patiné, 60 × 24 cm, no  inv. 2016.0.385[59].
  - Paris :
    - Comédie-Française : Buste d'Alexandre Dumas fils, 1873, marbre[60].
    - École nationale supérieure des beaux-arts : Étude de visage d’après la figure de Minos, plume et encre brune sur papier vert, 17,1 × 11,6 cm[61]. Carpeaux reproduit une figure emblématique du Jugement dernier de Michel-Ange, qui lui avait sans doute fait une forte impression lors de son séjour en Italie entre 1856 et 1860. Dans l’inscription qu’il appose sur la feuille, il implore le peintre de la Renaissance, tout en le vénérant et le tutoyant, comme on le fait pour un dieu ou un père. Désemparé devant son génie, il lui fait part de ses inquiétudes et de ses doutes sur un mode poignant proche du cri[62].
    - musée d'Orsay :
      -         - Ugolin et ses enfants, 1860, groupe en bronze, 194 × 148 × 119 cm[63] ;
        - Ernest André, 1862, buste en marbre, 62 × 34,4 × 30,9 cm[64] ;
        - Buste d'Anna Foucart, 1860, bronze, 47,5 × 21,2 × 25 cm[65] ;
        - Buste d'Alexandre Dumas fils, 1873, plâtre, 46,5 × 34,4 × 22,5 cm[66] ;
        - Cécile Demarçay, 1872, buste en plâtre sur piédouche, 80,2 × 60,7 × 32,6 cm[67] ;
        - La Marquise de la Valette, 1861, buste en plâtre, 65 × 64 × 29 cm[68] ;
        - La Princesse Mathilde, 1862, buste sur piédouche en marbre, 95,3 × 70,4 × 43,7 cm[69] ;
        - Le Prince impérial et son chien Néro, 1865, groupe en marbre, 140,2 × 65,4 × 61,5[70] ;
        - Les Quatre Parties du monde soutenant la sphère céleste1868-1872, groupe en plâtre, commande de la Ville de Paris pour le jardin de l'Observatoire[71] ;
        - La Danse, 1865-1869, groupe en pierre, provenant de la façade du palais Garnier ;
        - La Danse, 1868, groupe plâtre, 232 × 148 × 115 cm[72]
        - Charles Garnier, 1868-1869, buste en bronze, 67,6 × 54,5 × 33,6 cm[73] ;
        - Eugénie Fiocre, 1869, buste en plâtre, 83 × 51 × 37 cm[74] ;
        - Jean-Léon Gérôme, 1871, buste en bronze, 60,2 × 25,4 × 23,7 cm[75] ;
        - Madame Delthil de Fontréal, 1873, buste en plâtre patiné[76] ;
        - La Pêcheuse de vignots, 1874, bronze, 73 × 21,6 × 24 cm[77] ;
        - Le Pêcheur à la coquille, 1857-1858, huile sur toile, 102 × 65 cm[78] ;
        - Bal costumé au palais des Tuileries (l'empereur Napoléon III et la comtesse de C.), 1867, huile sur toile, 56 × 46 cm[79] ;
        - L'Attentat de Berezowski contre le tsar Alexandre II le 6 juin 1867, 1867, huile sur toile, 131,1 × 195 cm[80].

    - opéra Garnier, façade sud : La Danse, 1865-1869[81].
    - palais du Louvre, façade du pavillon de Flore : Le Triomphe de Flore, 1865, haut-relief en pierre[82].
    - Petit Palais : 
      -         - Pêcheur à la coquille ou Pêcheur napolitain, 1858, statue en plâtre[83] ;
        - Le Chinois, 1872, buste en plâtre patiné, étude préparant la figure féminine de l'Asie pour la fontaine des Quatre parties du monde ;
        - Daphnis et Chloé, 1873, groupe en plâtre patiné ;
        - Les Trois Grâces, 1874, groupe en terre cuite; 82 × 44 × 43 cm[84] ;
        - Naufrage dans le port de Dieppe, 1873, huile sur toile[85] ;
        - Amélie de Montfort, 1869, pierre noire sur papier[86] ;
        - Les Enfants de l'artiste, Charles et Louise, endormis, vers 1874, crayon et pierre noire sur papier.

  - Roubaix, musée La Piscine : Le Prince impérial, buste en bronze, 62 × 34 × 23 cm[87].
  - Valenciennes, musée des Beaux-Arts : 
    - Le Prince impérial au chapeau, 1868, statuette en terre cuite, 27,5 × 9,1 × 8,3 cm[88] ;
    - Le Petit Boudeur, vers 1856, buste en marbre ;
    - Monument à Antoine Watteau, 1863-1864[89] ;
    - Charles Gounod, 1871, buste en terre cuite, 63,5 × 53,5 × 29 cm[90] ;
    - Le Triomphe de Flore, 1872, haut-relief en terre cuite ;
    - L'Amour blessé, 1873-1874, statue en marbre ;
    - Buste de Bruno Chérier, 1874, plâtre[91] ;
    - Saint Bernard prêchant la croisade, 1874, statuette en terre cuite, 46,5 × 17,8 × 14,1 cm[92] ;
    - La Ville de Valenciennes défendant la patrie, 1875, terre cuite, 50 × 42 × 30 cm[93] ;
    - Autoportrait dit « Carpeaux criant de douleur », 1874, huile sur toile, 40,7 × 32,5[94] ;
    - Coucher de soleil, 1872, huile sur toile, 24 × 32,5 cm[95] ;
    - La Relève des morts à Montretoux, 1871, huile sur toile, 85 × 120 cm[96] ;
    - diverses figures dessinées du groupe de La Danse et des croquis, des études préparatoires sur papier.

  - Vesoul, musée Jean-Léon Gérôme : Buste de Jean-Léon Gérôme, 1872, bronze.

Œuvres de Jean-Baptiste Carpeaux
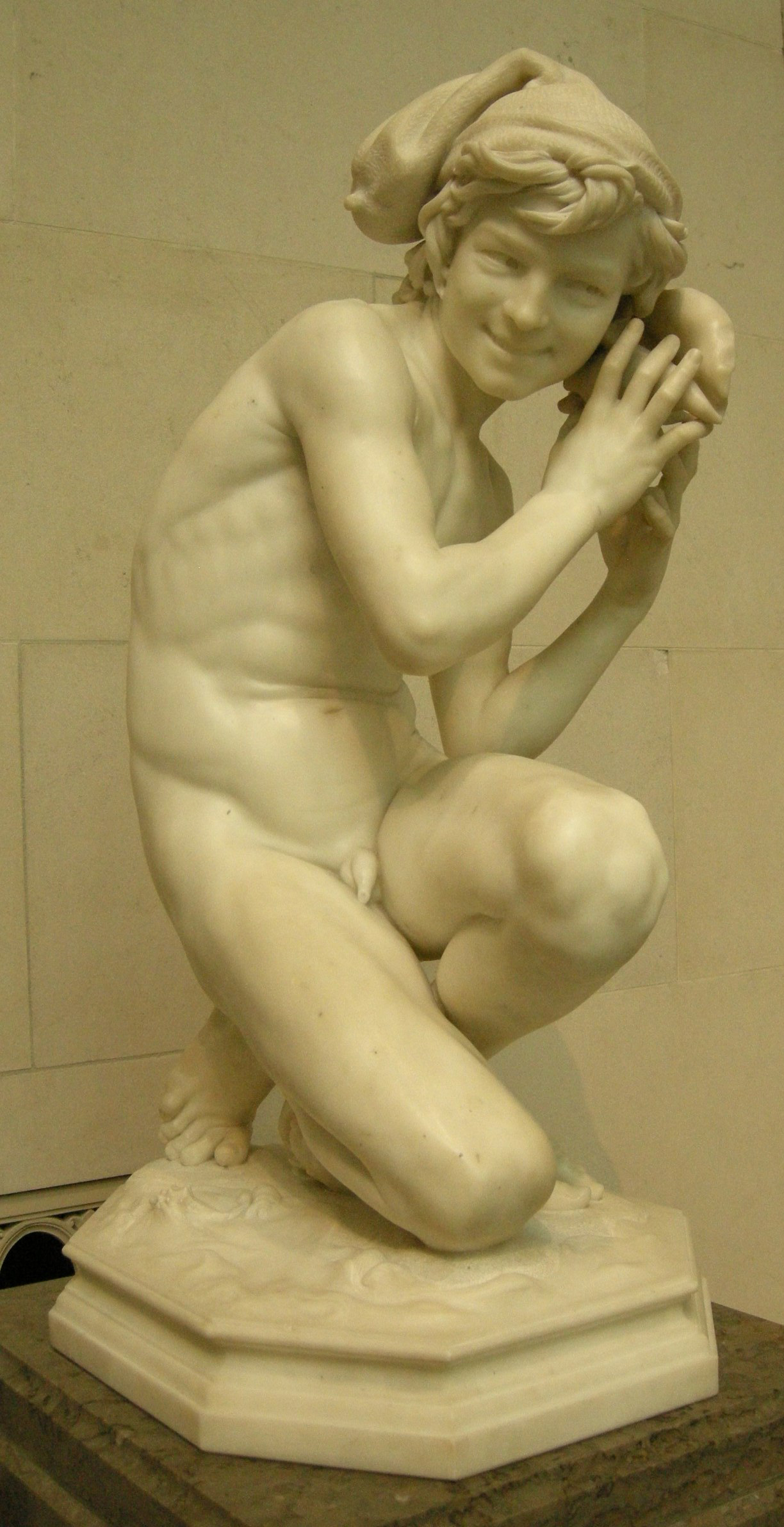
Pêcheur à la coquille (1861), marbre, Washington, National Gallery of Art.
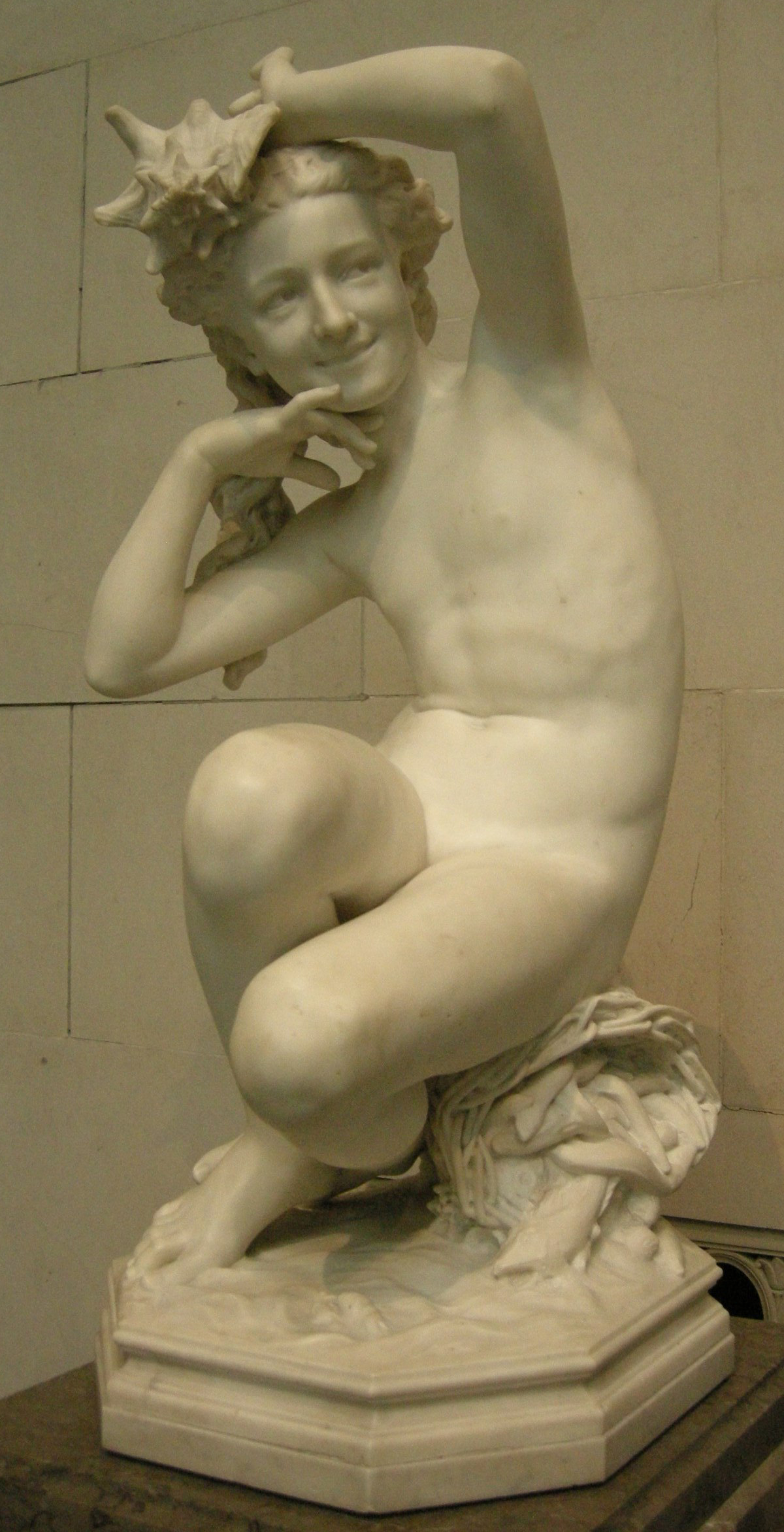
La Jeune Fille à la coquille (1863-1867), marbre, Washington, National Gallery of Art.
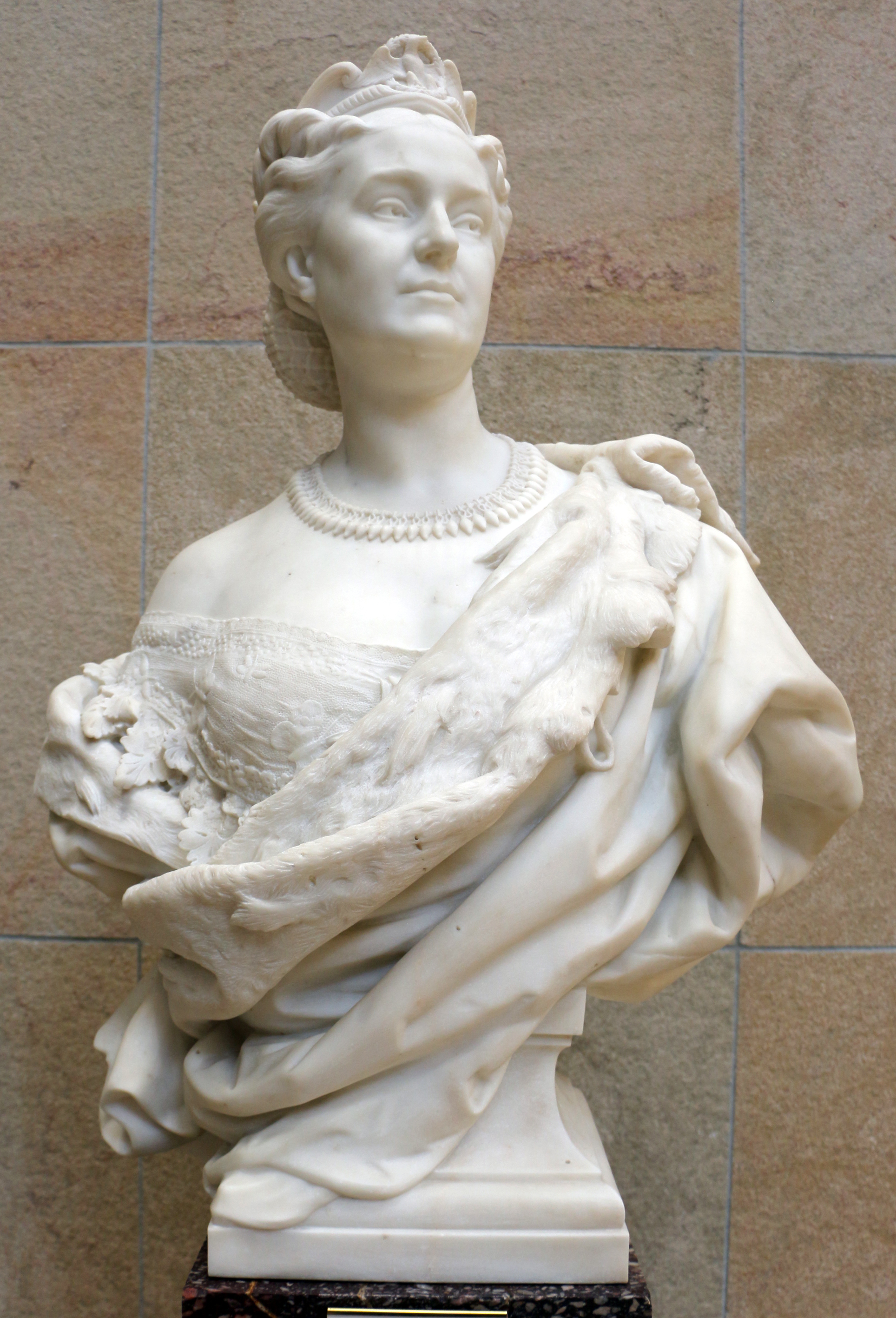
La Princese Matilde (1866), marbre, Paris, musée d'Orsay.
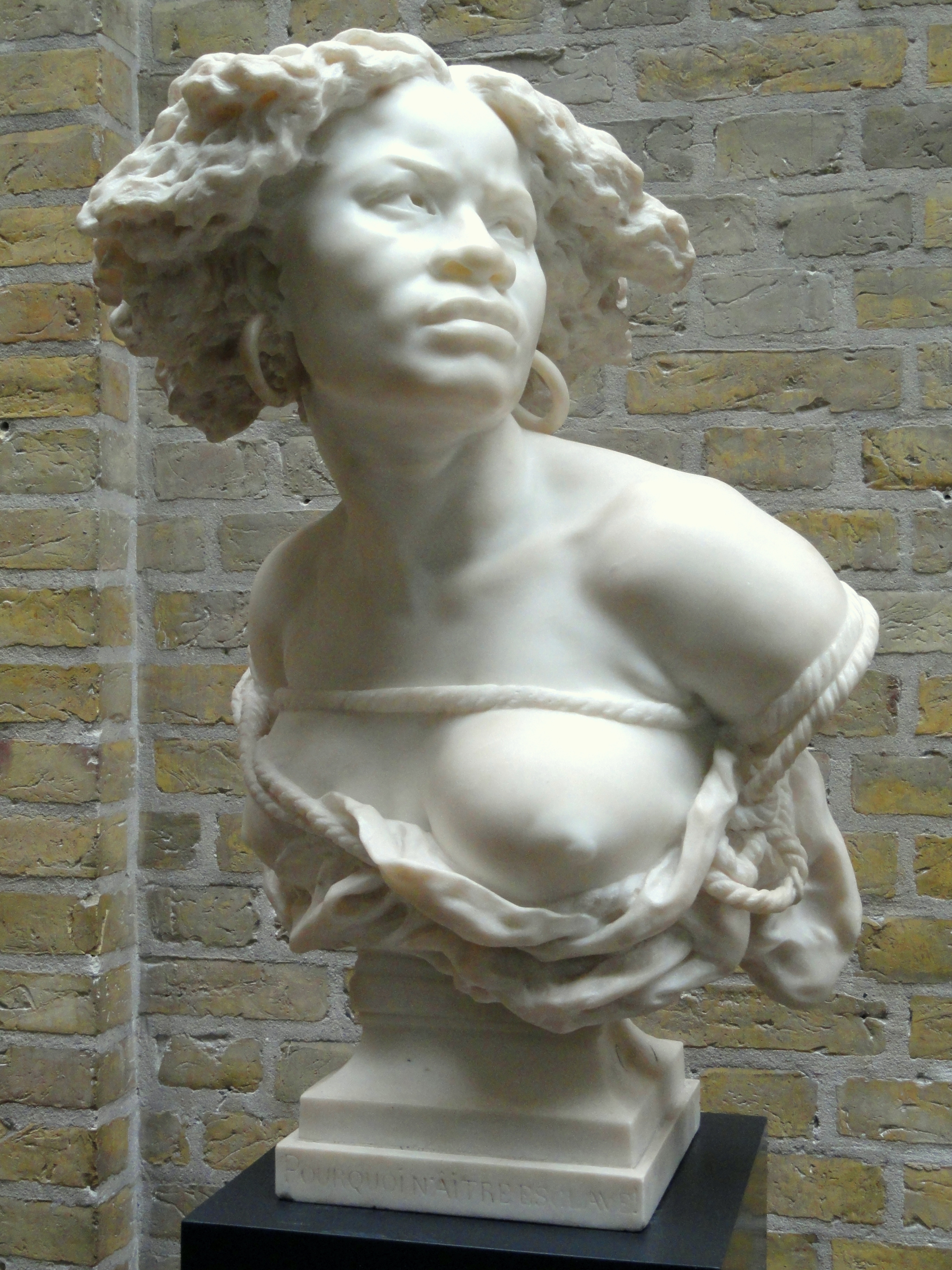
Pourquoi naître esclave ? (1869), marbre, Copenhague, Ny Carlsberg Glyptotek[97].
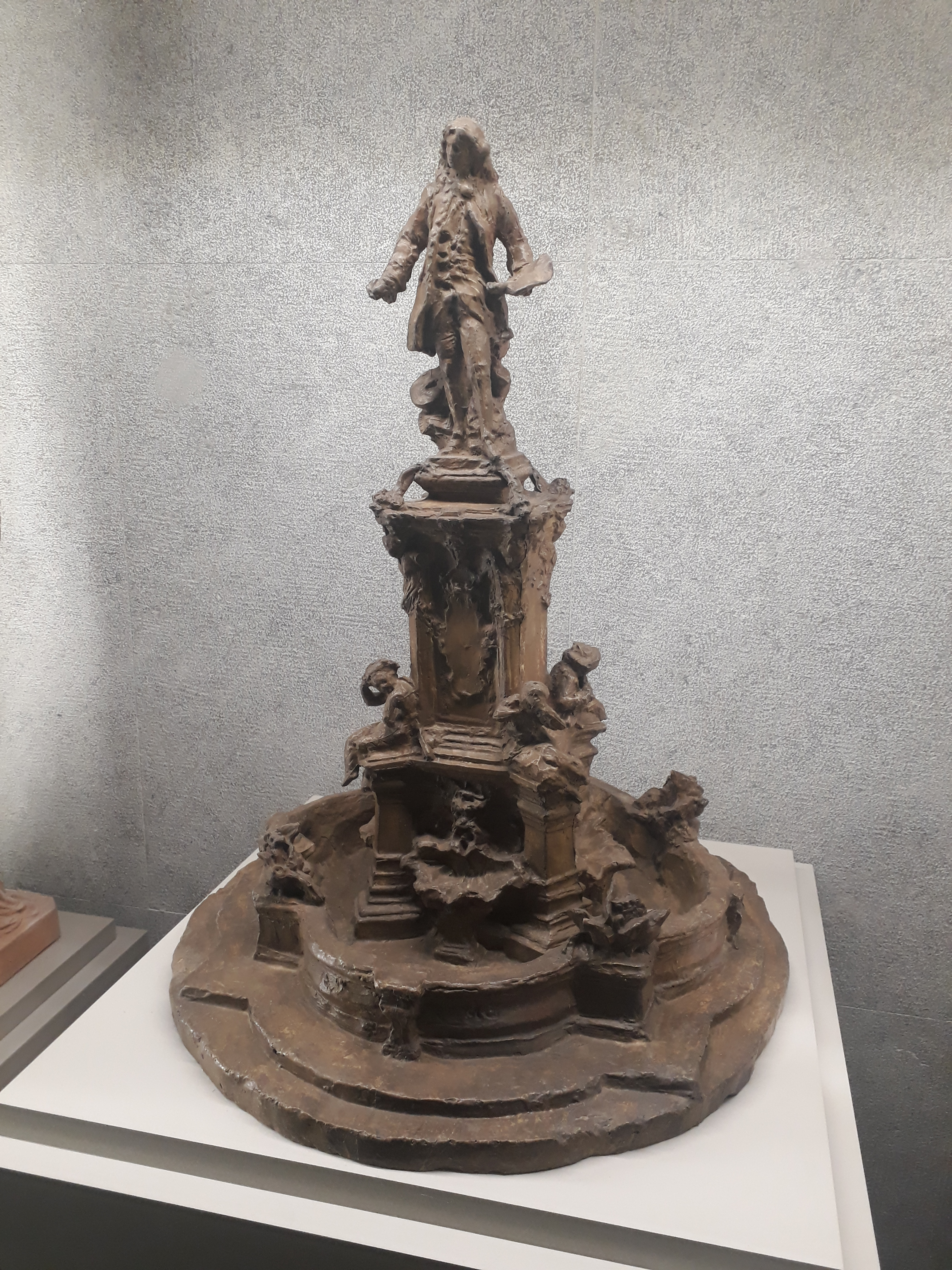
Fontaine de Watteau (vers 1869-1972), plâtre patiné, Lyon, musée des Beaux-Arts.
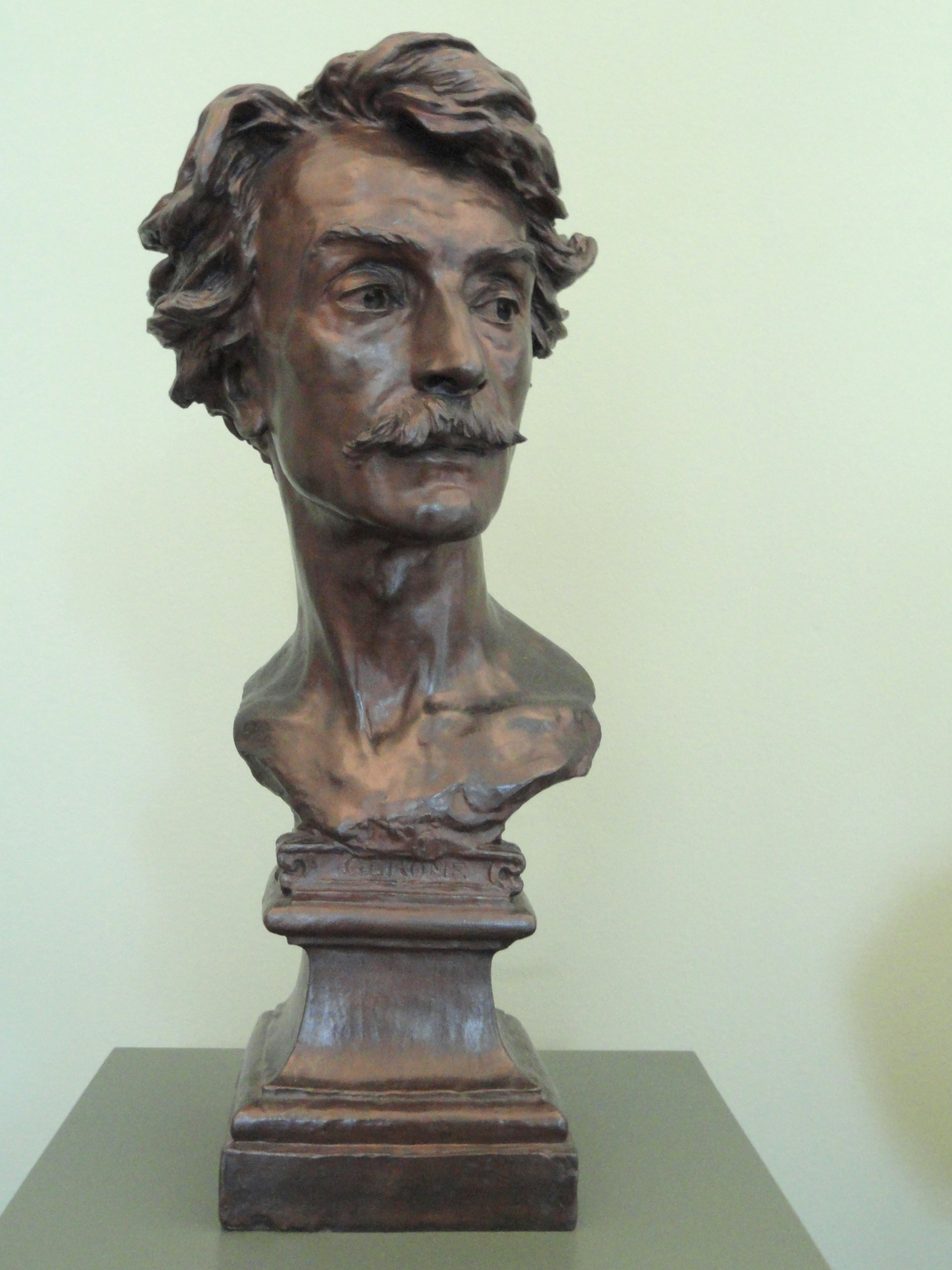
Buste de Jean-Léon Gérôme (1871), plâtre patiné, Copenhague, Ny Carlsberg Glyptotek.
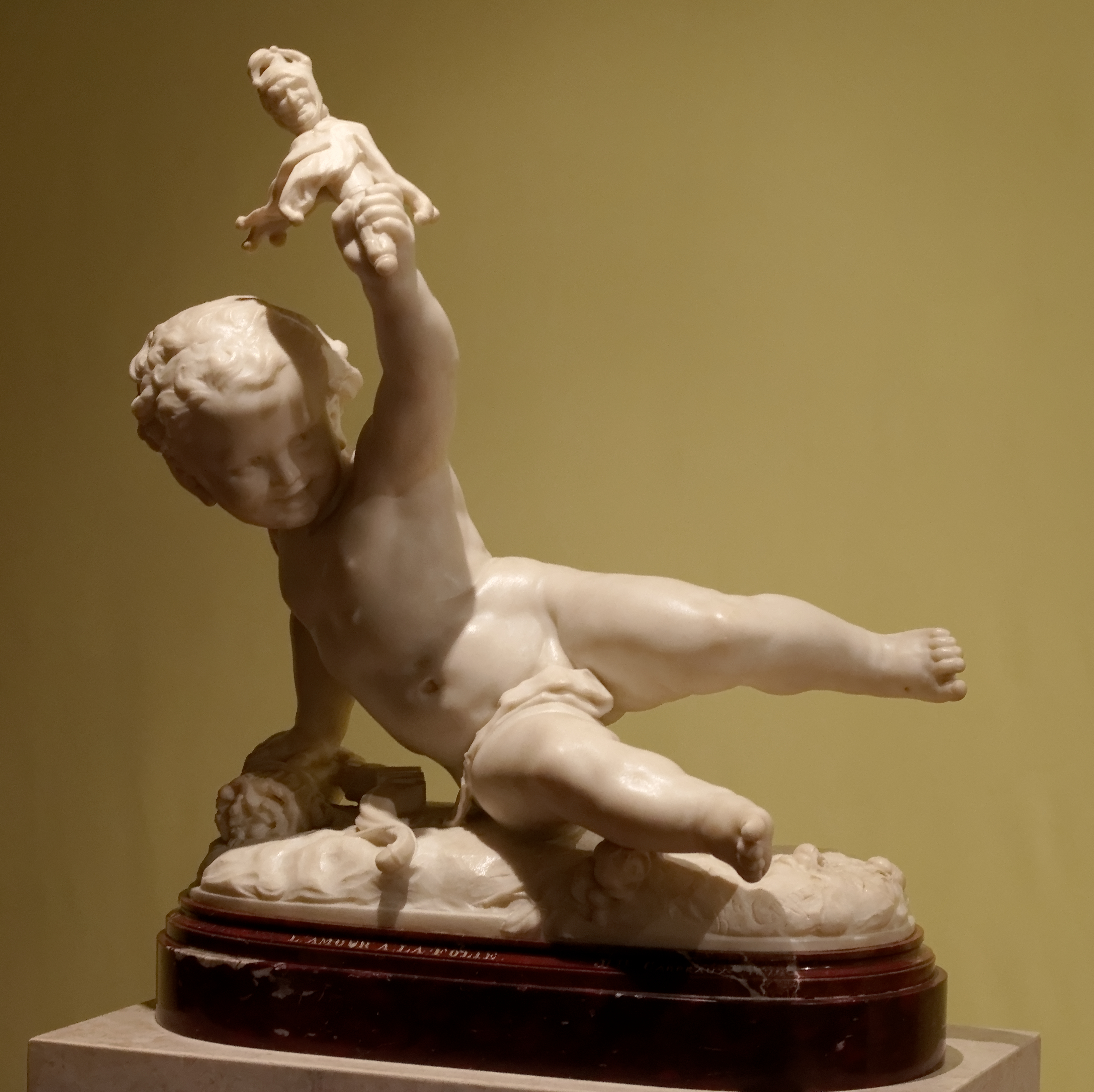
L'Amour à la folie (1872), marbre, Lisbonne, musée Calouste-Gulbenkian.
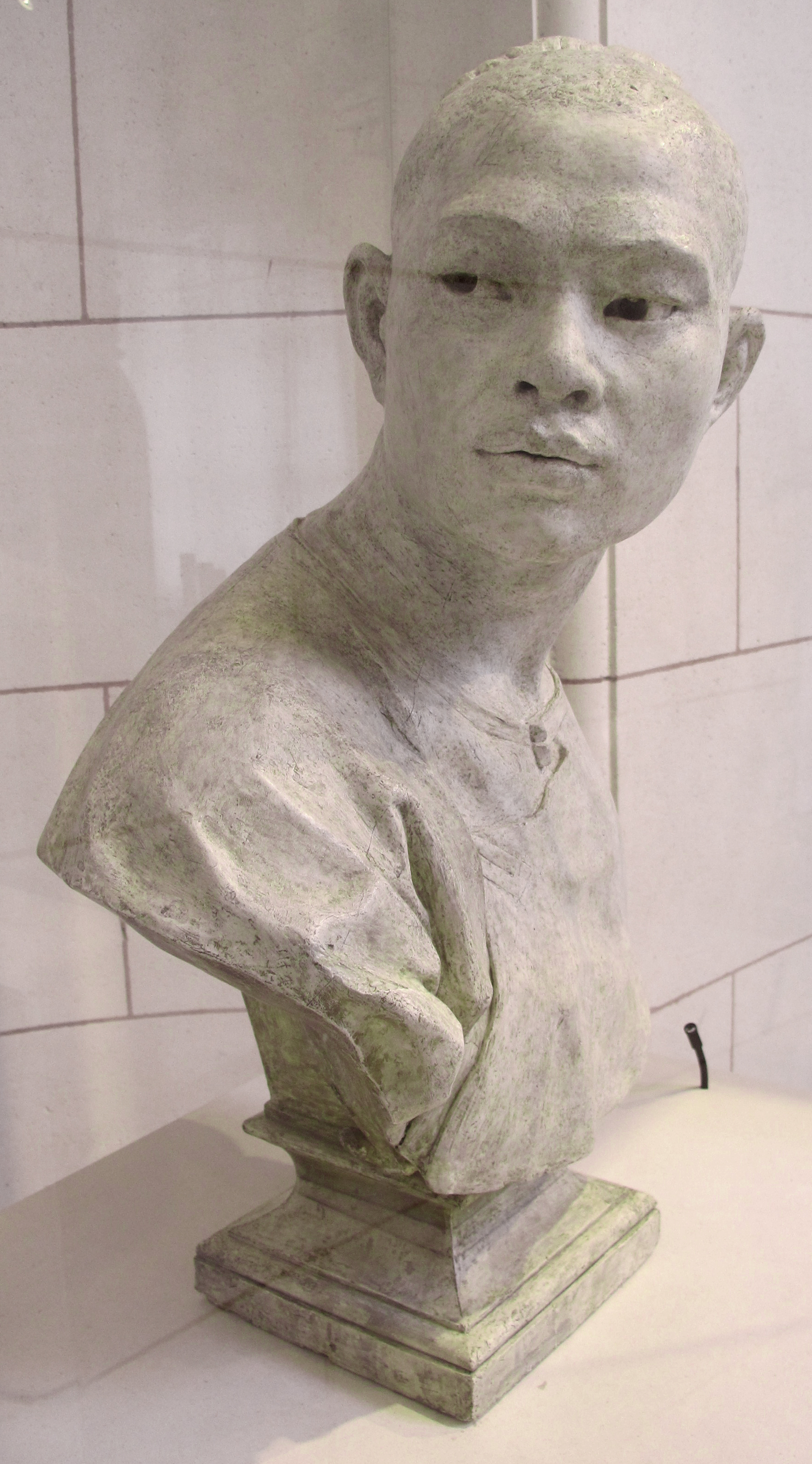
Le Chinois (1872), plâtre patiné, Paris, Petit Palais.
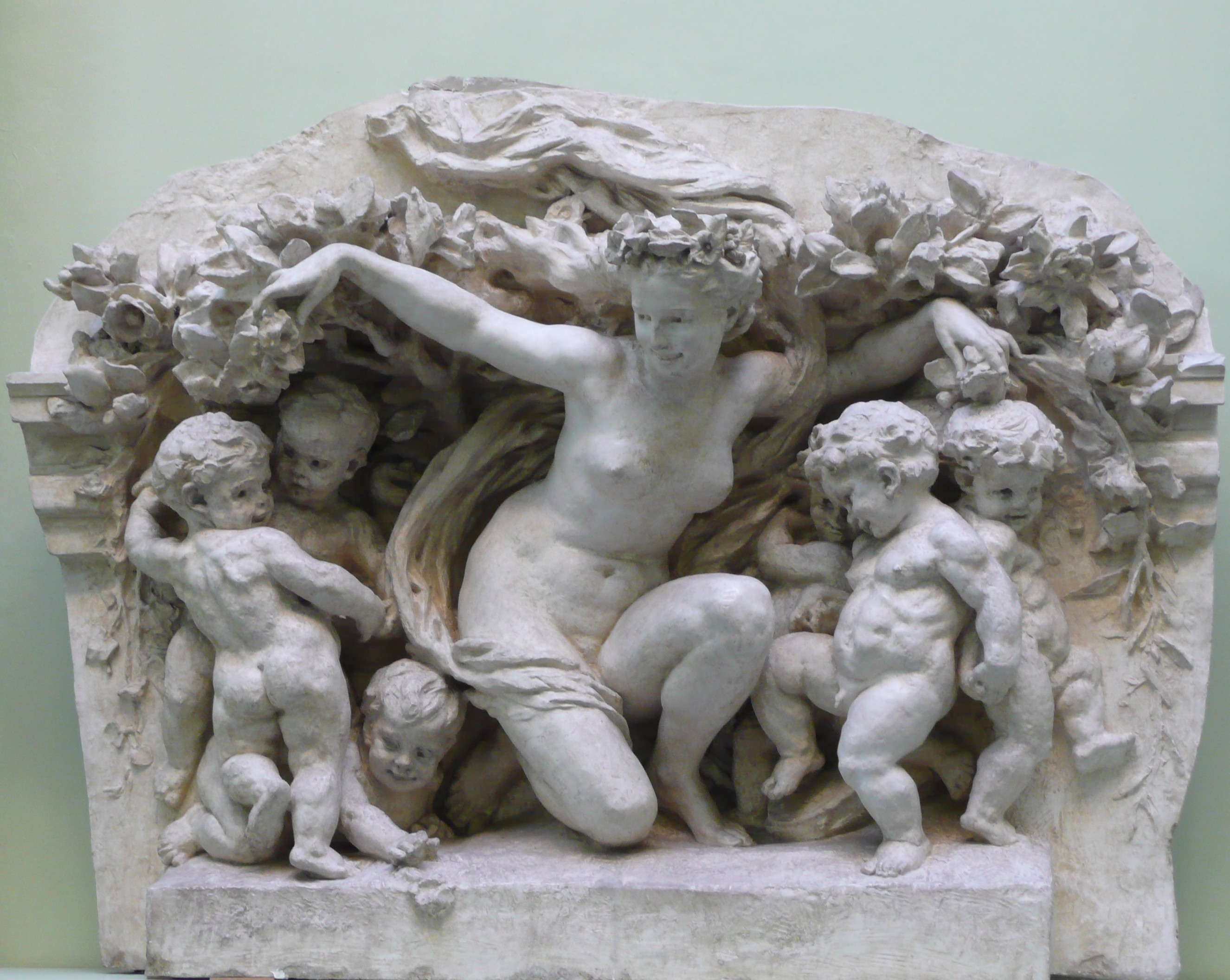
Triomphe de Flore (1873), plâtre, musée des beaux-arts de Nice.
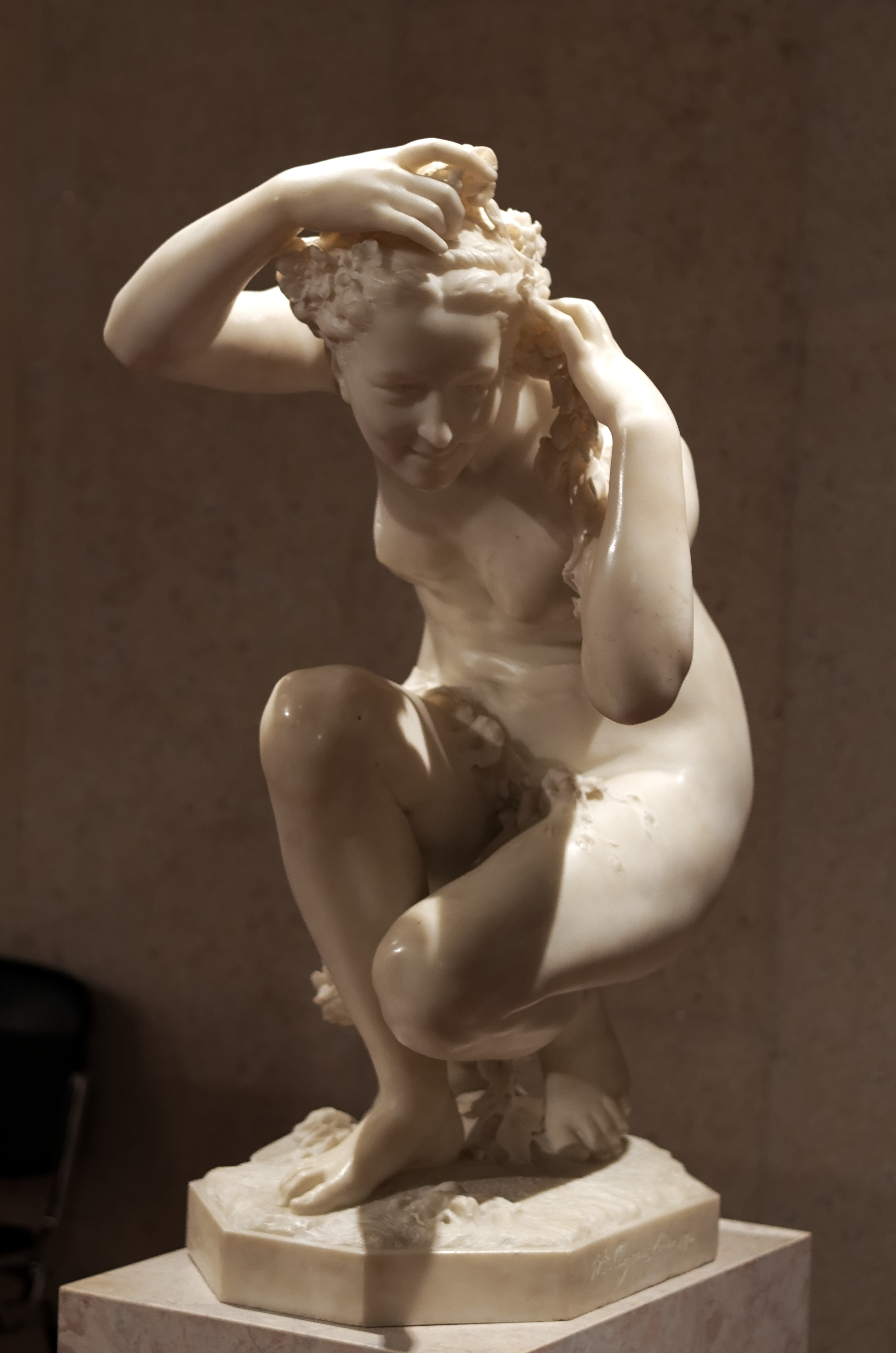
Flore (1873), marbre, Lisbonne, musée Calouste-Gulbenkian.
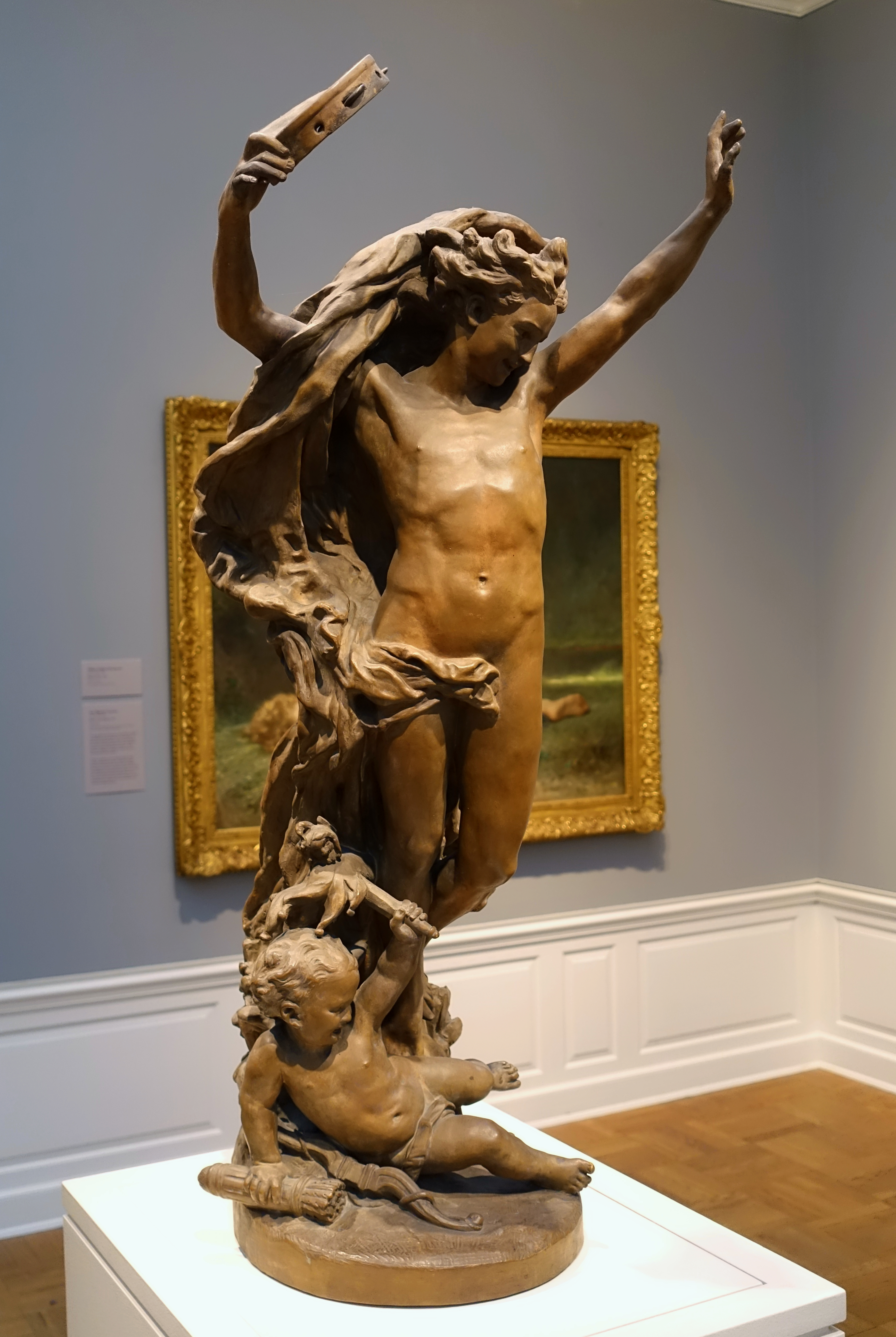
Le Génie de la danse (1873), terre cuite, Portland Art Museum.
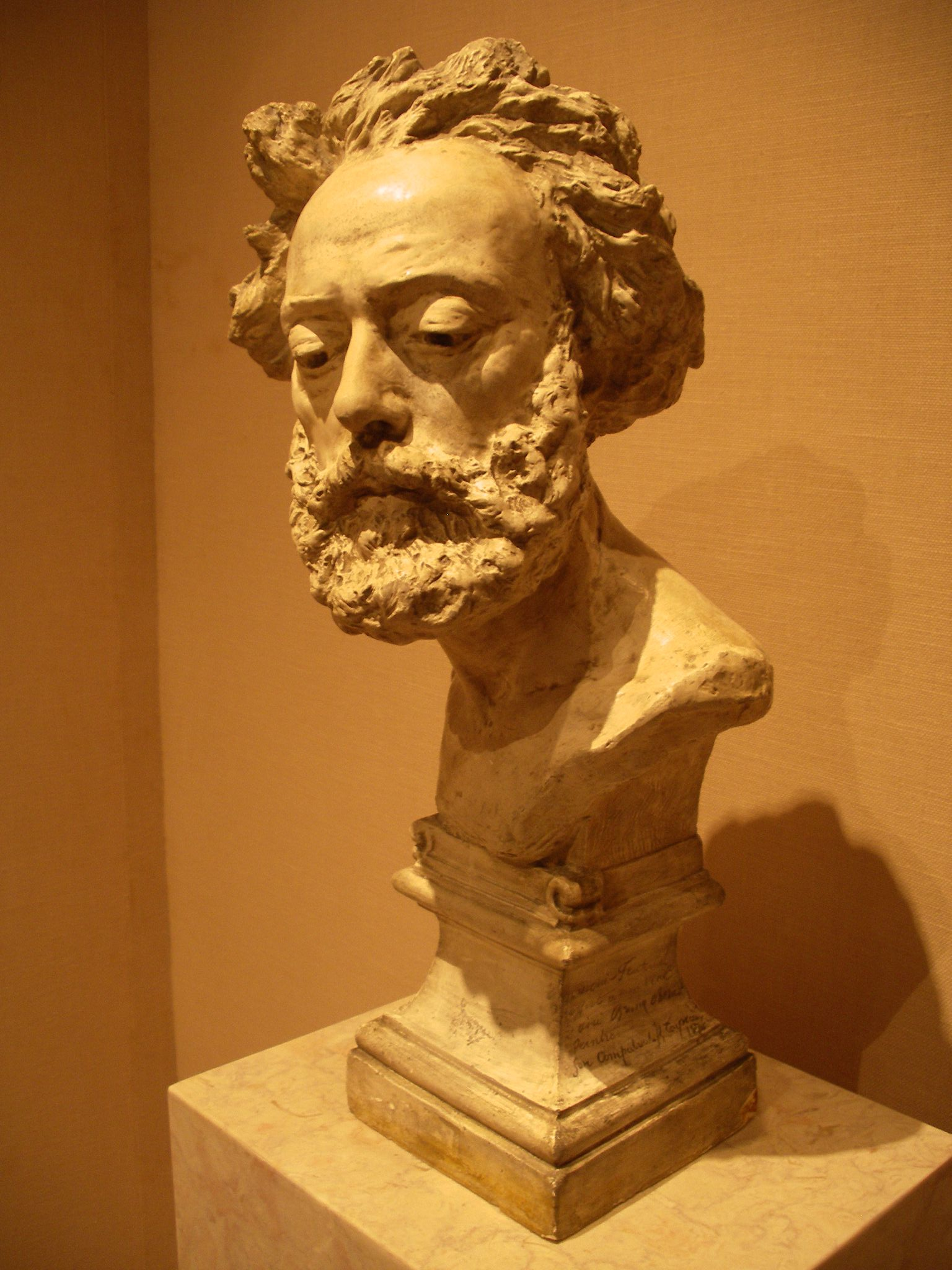
Buste de Bruno Chérier (1874), plâtre, Lisbonne, musée Calouste-Gulbenkian.

## Hommages
- Le prix du Cercle Carpeaux de l'Opéra de Paris créé en 1982, récompense chaque année un danseur ou une danseuse du corps de ballet de l'Opéra de Paris.
- La ville de Courbevoie a nommé son complexe culturel « Espace Carpeaux ».
- La ville de Valenciennes a nommé une place et un de ses collèges Jean-Baptiste-Carpeaux.
- Les villes de Courbevoie, Creil, Hergnies, Lille, Limoges, Paris, Perpignan, Puteaux, Roubaix, Saint-Maur-des-Fossés, Tourcoing, Villeneuve-d'Ascq, Vitry-sur-Seine et Wasquehal ont donné son nom à l'une de leurs voies.
- Le square Carpeaux du 18e arrondissement de Paris abrite un Monument à Jean-Baptiste Carpeaux sculpté par Léon Fagel en 1929[98].
- La ville natale du sculpteur a nommé un des boulevards de la ville à son nom.
- Carpeaux au travail, exemplaires en bronze dans le jardin du musée des Beaux-Arts de Lyon et sur le parvis de la mairie du 15e arrondissement de Paris et au musée Bourdelle à Paris, par Antoine Bourdelle.

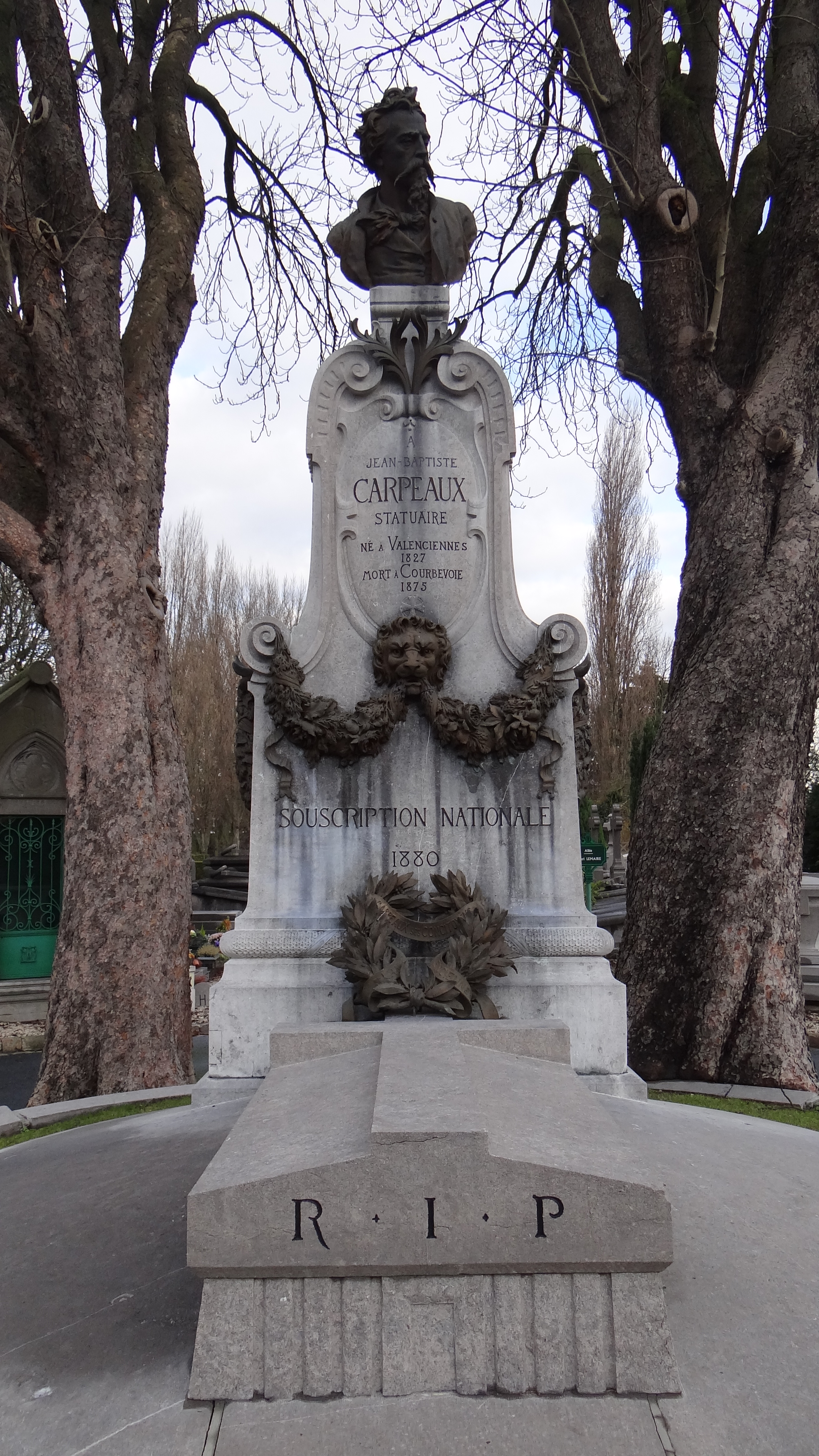
Ernest Hiolle, Tombe de Jean-Baptiste Carpeaux, Valenciennes, cimetière Saint-Roch.
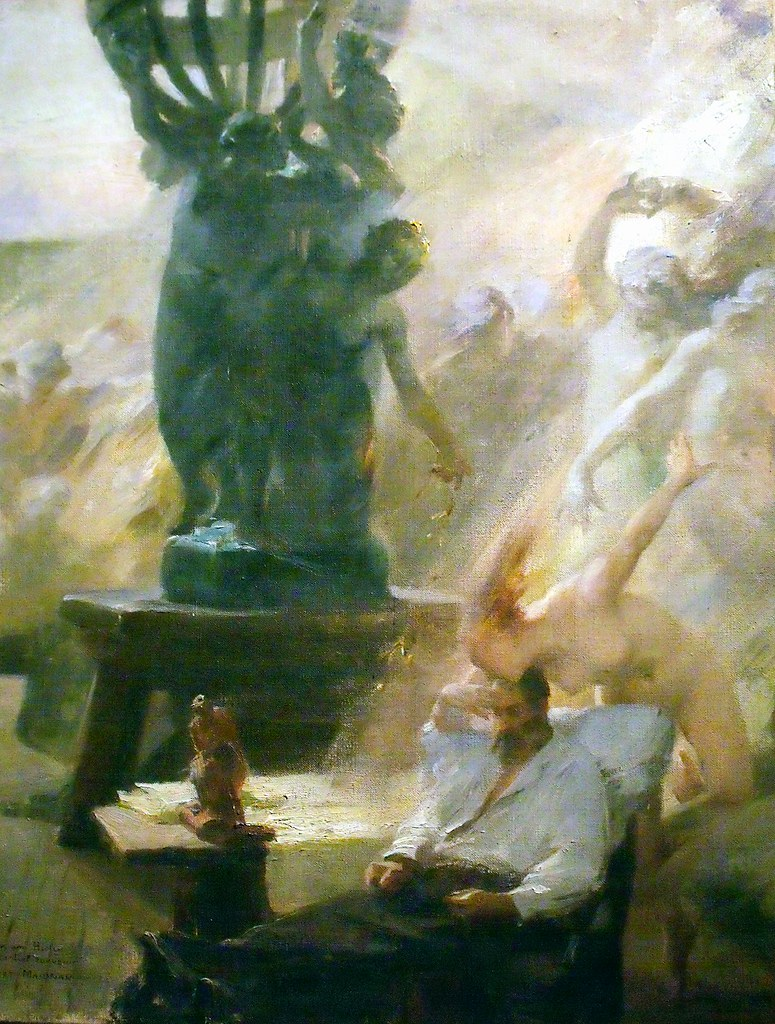
Albert Maignan, Apothéose du sculpteur Carpeaux (vers 1892), Soissons, musée de Soissons[99].
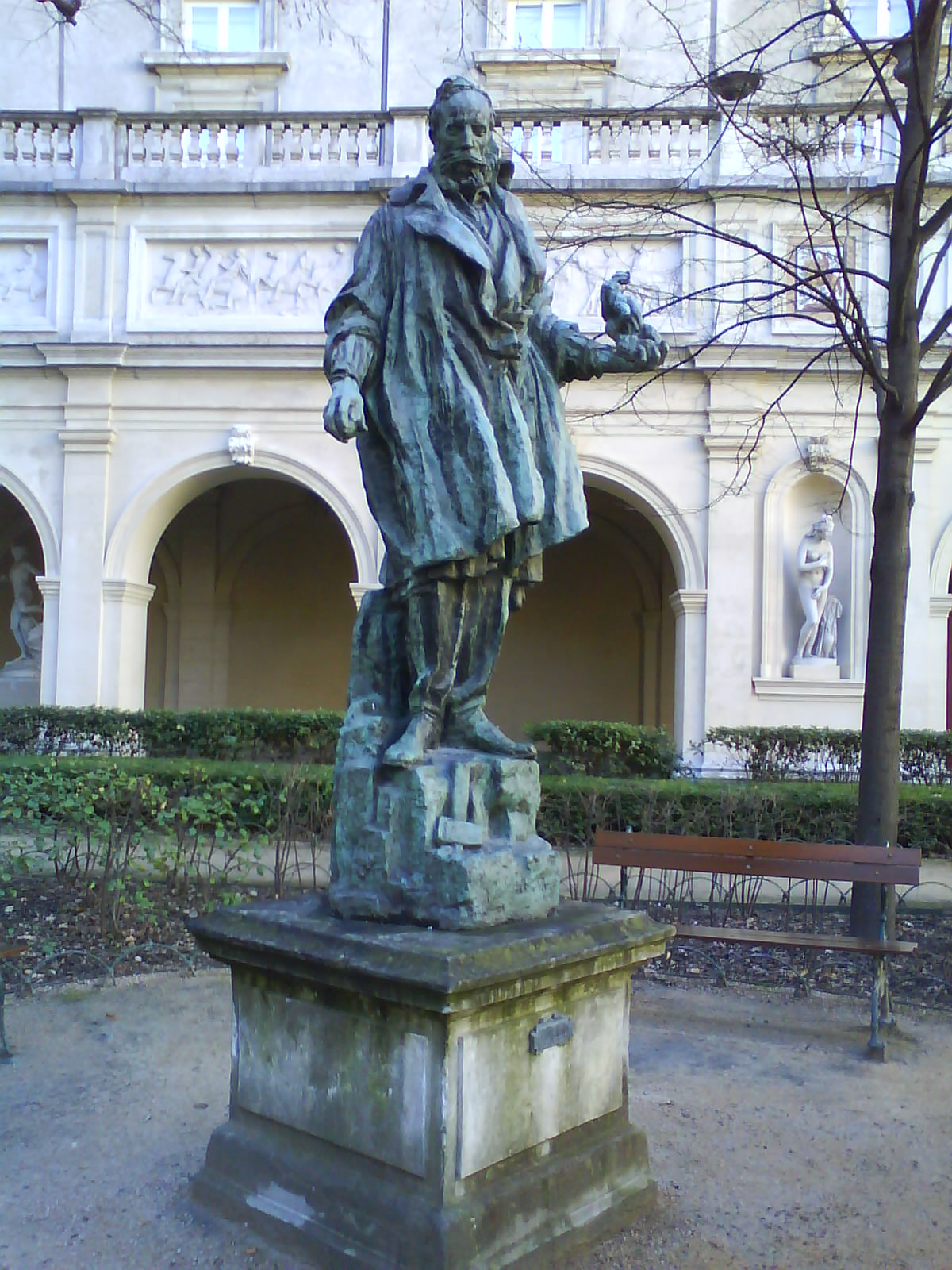
Antoine Bourdelle, Carpeaux au travail (1909), jardin du musée des Beaux-Arts de Lyon.
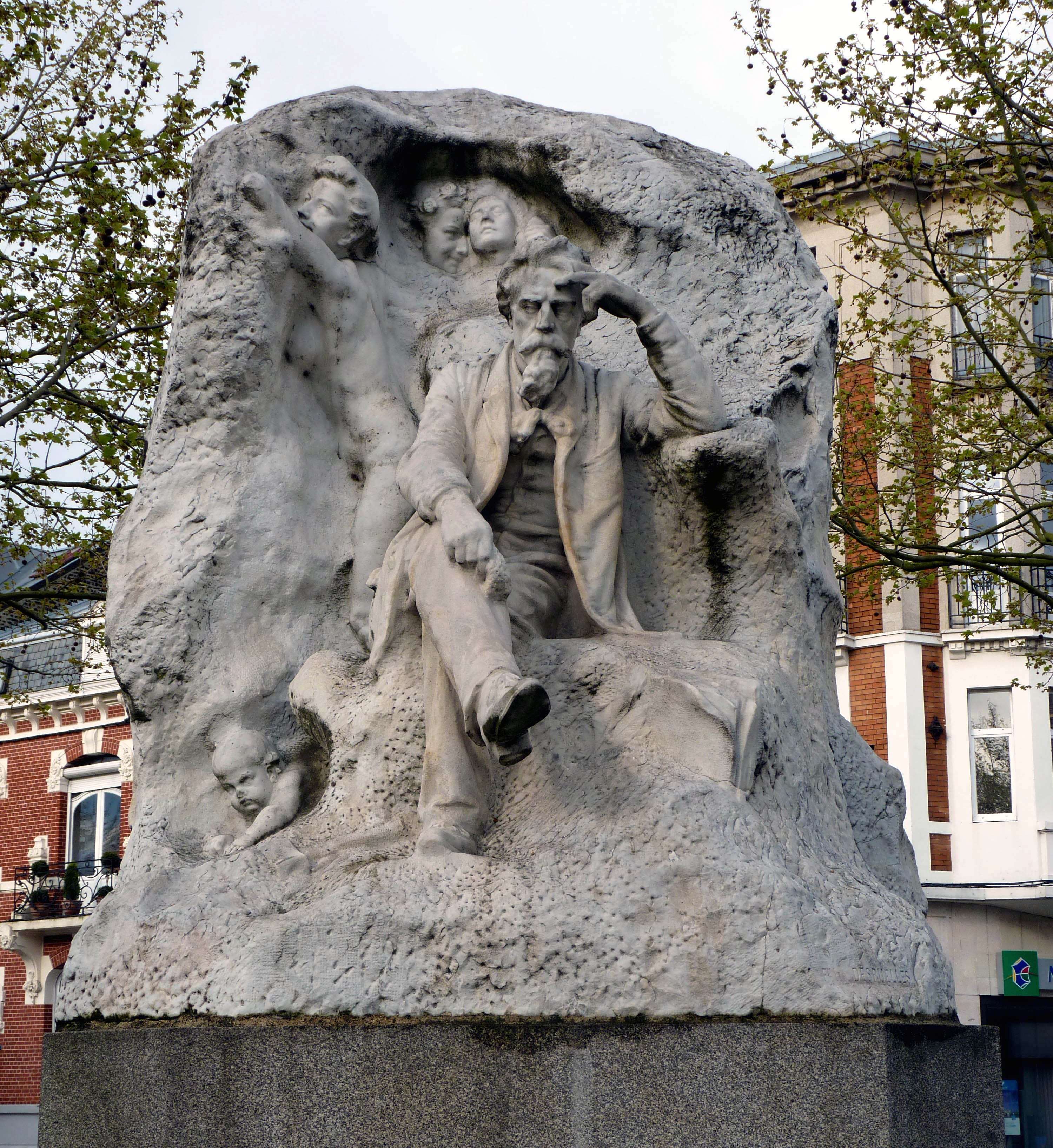
Félix-Alexandre Desruelles, Monument à Carpeaux (1921), Valenciennes, place Carpeaux.

### Iconographie
- Numa Blanc, Portrait de Carpeaux, photographie, Paris, musée Carnavalet.
- Albert Maignan, La Mort de Carpeaux, 1892, huile sur toile, médaille d'honneur du Salon de 1892, Amiens, musée de Picardie. « Carpeaux. "À l'artiste mourant, les Êtres nés de son génie viennent donner le baiser d'adieu"  », sur musee-orsay.fr.
- Antoine Bourdelle, Carpeaux au travail, 1909, bronze, musée des Beaux-Arts de Lyon.
- Antoine Bourdelle, Buste de Jean-Baptiste Carpeaux, 1908, bronze, Paris, bibliothèque littéraire Jacques-Doucet (cf. Jérôme Delatour, « Dalou et Carpeaux, deux sculpteurs en buste », surblog.bibliotheque.inha.fr).